# ペトロパブロフスク・カムチャツキー
ペトロパブロフスク・カムチャツキー（ピトロパーヴロフスク・カムチャーツキイ ロシア語: Петропавловск-Камчатский）は、ロシア連邦極東連邦管区カムチャツカ地方の都市である。人口は約18万人。

## 地理
カムチャツカ半島南東部にあり、太平洋に面している。アバチャ湾の奥にあり、湾口が狭く天然の良港であり不凍港である。陸路はロシアの他の都市と連絡しておらず、生活物資の輸送や産業活動の展開は海路と空路に完全に依存している。
首都モスクワからの距離は約6200km、時差は+9時間。北海道の知床半島からの距離は約1400km。

## 人口

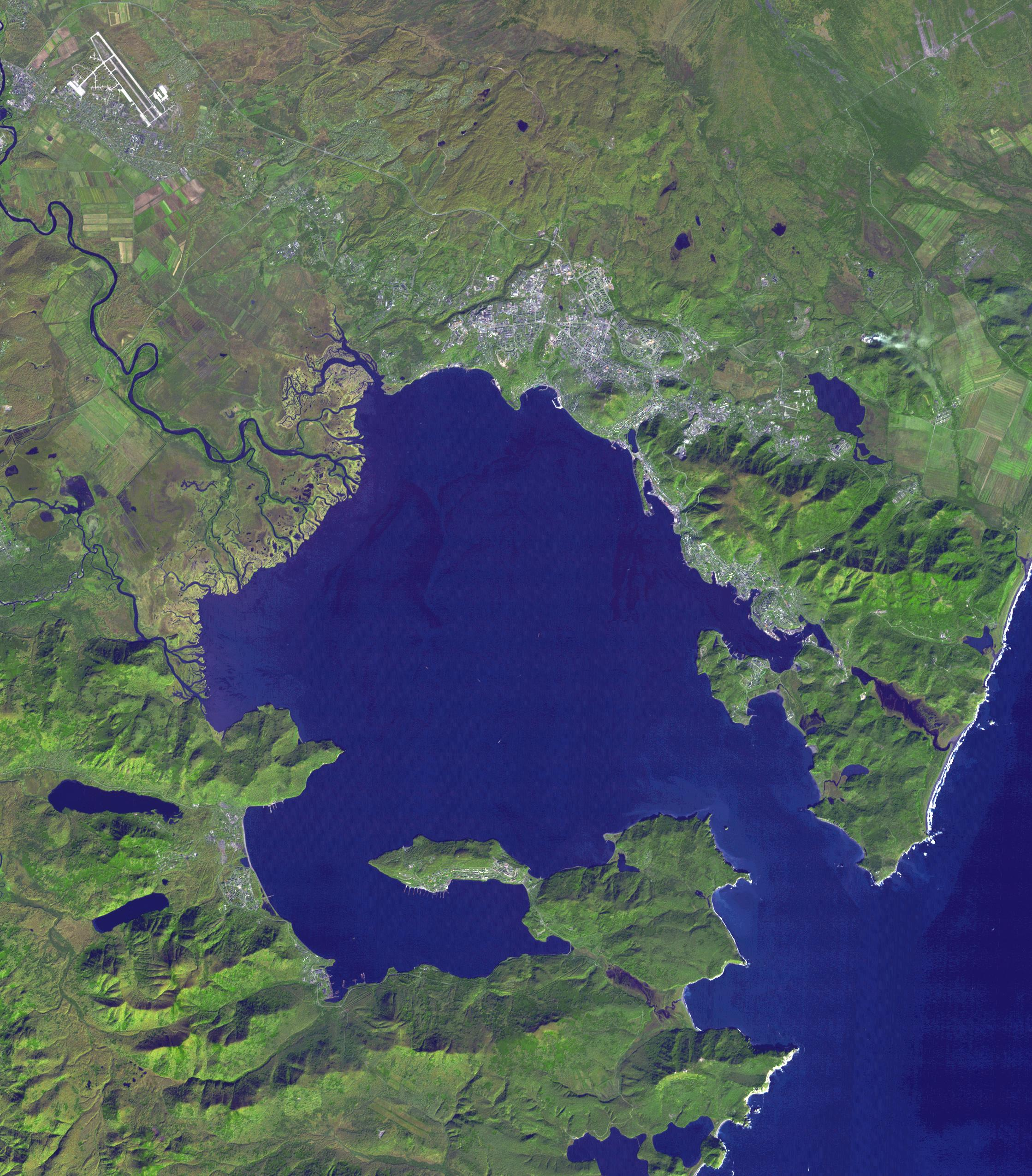
アバチャ湾の周辺。湾の北側に市街地が広がる。

ペトロパブロフスク・カムチャツキー市の現在の人口は約18万人（2020年の国勢調査）。ソビエト時代末期、1991年～1992年には27万3000人と最大の人口を記録したが、1990年代半ばに突入すると、ソビエト連邦崩壊による失業と生活水準の低下によって人口が大量に流出した。崩壊から7年後の1999年には19万6700人と20万人を割ってしまった。2000年代になると人口の大きな減少は落ち着きを見せ、その後は増加と減少を繰り返し、人口は停滞している。
日本の中核市程度の規模を持ち、ペトロパブロフスク・カムチャツキー市内の人口密度は約500人/km²とロシア国内ではもちろん、日本でも高い部類に入る。
カムチャツカ州全体の人口密度は0.7人/km²であり、州全体と州都の人口密度の差は、およそ700倍も開きがある。このことから、カムチャツカ州に住むほとんどの人が州都であるペトロパブロフスク・カムチャツキー市内に居住していることがわかる。

## 行政
カムチャツカ地方の首府として、カムチャツカ半島全体の行政の中心である。2007年、半島の中北部、コリャーク管区（旧コリャーク自治管区）も同地方の一部となった。

## 産業
発見当初から天然の良港としての評価を受け、現在でもロシア海軍の太平洋艦隊の重要な軍港である。また、周辺海域の豊富な漁業資源を背景とした水産業も盛んで、特にサケやカニの水揚げ量が多い。カムチャツカ半島には未開発の天然資源が多く、その開発拠点としても期待されている。
最近では、世界遺産に登録されたカムチャツカの火山群や、市周辺の自然や動植物を観光するための拠点となり、特にアラスカから来るアメリカの観光客が多く訪れている。

## 気候
沿岸部であることや沖合を流れる寒流の影響のため、夏でもかなり涼しく、冬は同じ緯度の大陸に比べて寒さは厳しくないが、日本付近で発達した爆弾低気圧の影響を受け、大荒れの天気となることが多い。緯度が約10度南にあるウラジオストクよりも冬の気温は高い。最も暑い8月の気温は12.4℃、日中の最高気温は15.8℃ほどと涼しく、25度を超えることは少ない。最も寒い1月の平均気温は-7.7℃であり、最低気温も-9.9℃と高く比較的温和であるが、真冬時には時折-20℃を下回り、極寒となる。過去に2月に-31.7℃を観測している。シベリアの大陸性気候と東アジアのモンスーンの双方の影響を受ける。降水量は高緯度地域としては一年を通じて多く、年間降水量は987mmである。ケッペンの気候区分では亜寒帯湿潤気候（亜寒帯気候）(Dfc) に属す。
| ペトロパブロフスク・カムチャツキー (1991-2020)の気候 | ペトロパブロフスク・カムチャツキー (1991-2020)の気候 | ペトロパブロフスク・カムチャツキー (1991-2020)の気候 | ペトロパブロフスク・カムチャツキー (1991-2020)の気候 | ペトロパブロフスク・カムチャツキー (1991-2020)の気候 | ペトロパブロフスク・カムチャツキー (1991-2020)の気候 | ペトロパブロフスク・カムチャツキー (1991-2020)の気候 | ペトロパブロフスク・カムチャツキー (1991-2020)の気候 | ペトロパブロフスク・カムチャツキー (1991-2020)の気候 | ペトロパブロフスク・カムチャツキー (1991-2020)の気候 | ペトロパブロフスク・カムチャツキー (1991-2020)の気候 | ペトロパブロフスク・カムチャツキー (1991-2020)の気候 | ペトロパブロフスク・カムチャツキー (1991-2020)の気候 | ペトロパブロフスク・カムチャツキー (1991-2020)の気候 |
| 月                                                   | 1月                                                  | 2月                                                  | 3月                                                  | 4月                                                  | 5月                                                  | 6月                                                  | 7月                                                  | 8月                                                  | 9月                                                  | 10月                                                 | 11月                                                 | 12月                                                 | 年                                                   |
| ---------------------------------------------------- | ---------------------------------------------------- | ---------------------------------------------------- | ---------------------------------------------------- | ---------------------------------------------------- | ---------------------------------------------------- | ---------------------------------------------------- | ---------------------------------------------------- | ---------------------------------------------------- | ---------------------------------------------------- | ---------------------------------------------------- | ---------------------------------------------------- | ---------------------------------------------------- | ---------------------------------------------------- |
| 最高気温記録 °C （°F）                               | 5.2 (41.4)                                           | 6.2 (43.2)                                           | 8.5 (47.3)                                           | 18.8 (65.8)                                          | 20.6 (69.1)                                          | 26.9 (80.4)                                          | 30.0 (86)                                            | 27.7 (81.9)                                          | 24.4 (75.9)                                          | 19.4 (66.9)                                          | 12.6 (54.7)                                          | 10.5 (50.9)                                          | 30.0 (86)                                            |
| 平均最高気温 °C （°F）                               | −4.0 (24.8)                                          | −3.4 (25.9)                                          | −0.3 (31.5)                                          | 3.6 (38.5)                                           | 8.6 (47.5)                                           | 13.7 (56.7)                                          | 17.0 (62.6)                                          | 17.5 (63.5)                                          | 14.7 (58.5)                                          | 8.5 (47.3)                                           | 1.8 (35.2)                                           | −2.6 (27.3)                                          | 6.26 (43.28)                                         |
| 日平均気温 °C （°F）                                 | −6.5 (20.3)                                          | −6.1 (21)                                            | −3.4 (25.9)                                          | 0.4 (32.7)                                           | 4.8 (40.6)                                           | 9.5 (49.1)                                           | 13.0 (55.4)                                          | 13.7 (56.7)                                          | 10.7 (51.3)                                          | 5.5 (41.9)                                           | −0.6 (30.9)                                          | −5.0 (23)                                            | 3 (37.4)                                             |
| 平均最低気温 °C （°F）                               | −8.9 (16)                                            | −8.6 (16.5)                                          | −5.9 (21.4)                                          | −1.9 (28.6)                                          | 2.1 (35.8)                                           | 6.6 (43.9)                                           | 10.4 (50.7)                                          | 11.1 (52)                                            | 7.9 (46.2)                                           | 3.0 (37.4)                                           | −2.7 (27.1)                                          | −7.1 (19.2)                                          | 0.5 (32.9)                                           |
| 最低気温記録 °C （°F）                               | −28.6 (−19.5)                                        | −31.7 (−25.1)                                        | −24.8 (−12.6)                                        | −14.8 (5.4)                                          | −6.3 (20.7)                                          | −1.5 (29.3)                                          | 2.5 (36.5)                                           | 4.4 (39.9)                                           | −1.1 (30)                                            | −7.5 (18.5)                                          | −16.5 (2.3)                                          | −26.0 (−14.8)                                        | −31.7 (−25.1)                                        |
| 降水量 mm （inch）                                   | 110 (4.33)                                           | 75 (2.95)                                            | 103 (4.06)                                           | 88 (3.46)                                            | 58 (2.28)                                            | 57 (2.24)                                            | 66 (2.6)                                             | 91 (3.58)                                            | 105 (4.13)                                           | 154 (6.06)                                           | 156 (6.14)                                           | 115 (4.53)                                           | 1,178 (46.36)                                        |
| 降雪量 cm （inch）                                   | 79 (31.1)                                            | 104 (40.9)                                           | 117 (46.1)                                           | 103 (40.6)                                           | 22 (8.7)                                             | 0 (0)                                                | 0 (0)                                                | 0 (0)                                                | 0 (0)                                                | 0 (0)                                                | 8 (3.1)                                              | 39 (15.4)                                            | 472 (185.9)                                          |
| 平均降雨日数                                         | 1                                                    | 0.4                                                  | 1                                                    | 3                                                    | 13                                                   | 15                                                   | 17                                                   | 17                                                   | 17                                                   | 17                                                   | 6                                                    | 1                                                    | 108.4                                                |
| 平均降雪日数                                         | 18                                                   | 18                                                   | 18                                                   | 17                                                   | 7                                                    | 0.1                                                  | 0                                                    | 0                                                    | 0.03                                                 | 3                                                    | 15                                                   | 17                                                   | 113.13                                               |
| % 湿度                                               | 71                                                   | 68                                                   | 68                                                   | 72                                                   | 75                                                   | 79                                                   | 84                                                   | 83                                                   | 79                                                   | 74                                                   | 70                                                   | 71                                                   | 74.5                                                 |
| 平均月間日照時間                                     | 105.4                                                | 115.8                                                | 176.7                                                | 192.0                                                | 192.2                                                | 192.0                                                | 170.5                                                | 176.7                                                | 177.0                                                | 158.1                                                | 123.0                                                | 93.0                                                 | 1,872.4                                              |
| 出典1：Погода и климат                               |                                                      |                                                      |                                                      |                                                      |                                                      |                                                      |                                                      |                                                      |                                                      |                                                      |                                                      |                                                      |                                                      |
| 出典2：Hong Kong Observatory                         |                                                      |                                                      |                                                      |                                                      |                                                      |                                                      |                                                      |                                                      |                                                      |                                                      |                                                      |                                                      |                                                      |

## 交通
- エリゾヴォ空港 - 近郊のエリゾヴォ市にある。

## 歴史
カムチャツカ半島全体の歴史については、該当項目を参照のこと。
1697年にカムチャツカ半島の支配を宣言したロシア帝国は、デンマーク人海軍士官ヴィトゥス・ベーリングにシベリア最東部や北太平洋の調査を命じた。1740年、彼の第2次北東探検隊はカムチャツカ半島の太平洋岸を調査し、アバチャ湾を発見した。その時の2隻の探査船、「聖使徒ペトロ」号（スヴャトーイ・アポーストル・ピョートル；«Святой апостол Пётр»）と「聖使徒パウロ」号（スヴャトーイ・アポーストル・パーヴェル；«Святой апостол Павел»）にちなみ、その奥に「ペトロパブロフスク」という地名を付けた。
その後、カムチャツカ半島からチュコト半島、さらにアリューシャン列島からアラスカへと拡大し、さらに千島列島の南下をうかがうロシア帝国の極東部の軍事・行政の中心地として、また毛皮の捕獲基地として、天然の良港であるペトロパブロフスク・カムチャツキーは繁栄した。1854年にはクリミア戦争により、イギリス・フランス連合軍の攻撃を受けたが（ペトロパブロフスク・カムチャツキー包囲戦）、都市の防衛に成功した。
1858年のアイグン条約と1860年の北京条約により、ロシアが清からアムール川北岸や沿海州を獲得すると、極東経営の中心はウラジオストクに移り、1867年のアラスカ・アリューシャン列島のアメリカへの売却、乱獲による毛皮交易の衰退などにより、ペトロパブロフスク・カムチャツキーの重要性は低下した。しかし、カムチャツカ半島では群を抜く規模の都市として、その後も存在し続けた。
ロシア革命を経てソビエト連邦が成立すると、不凍港であるペトロパブロフスク・カムチャツキーはソ連海軍太平洋艦隊が太平洋に出撃するための重要な軍港として、また太平洋やオホーツク海における北洋漁業の基地として栄えた。外国人の立ち入りが禁止される閉鎖都市になった。冷戦時代には、アメリカや日本の沿岸で活動する原子力潜水艦の基地がアバチャ湾対岸のヴィリュチンスク市に置かれた。
しかし、1990年に開放が始まるとアメリカや日本などから商用客や観光客が訪れるようになり、新たな産業の発展が期待されている。

## 地震
カムチャツカ半島は環太平洋造山帯の一部であり、巨大地震の頻発地域でもある。これを考慮し、ペトロパブロフスク・カムチャツキーではビルの高度制限が課せられているが、アバチャ湾のために津波の影響は少ないとされている。北には2008年に噴火したコリャーク火山（コリャークスキー、標高：3,456m）、北東には2001年に噴火したアヴァチン火山（アヴァチンスキー、標高：2,742m）がある。

### 主な周辺の地震
（日時は全て世界標準時）
- 1737年10月17日 - M8.3　大津波発生、死者70人
- 1841年5月18日 - M8.6　大津波発生
- 1904年6月25日 - M7.6
- 1923年2月3日 - M8.5
- 1952年11月4日 - M9.0
  - 1952年カムチャツカ地震　大津波発生
- 1959年5月9日 - M8.0
- 2025年7月30日 - M8.8
  - 2025年カムチャツカ半島地震

## 日本との関係
町の歴史で述べたように、18世紀の半ばから19世紀の半ばまでペトロパブロフスク・カムチャツキーはロシア極東部の中心であった。そのため、日本の江戸幕府との関係も比較的深かった。一例としては、1812年に交易商人高田屋嘉兵衛が捕らえられ、翌年までこの地で幽閉されたことが挙げられる。
また、1787年にはフランスのラ・ペルーズの探検隊が寄港し、ここで下船させたバルテルミ・ド・レセップスに日本列島やサハリンの近海調査の結果をパリまで報告させた。その後ラ・ペルーズ探検隊は遭難し全員が死亡したので、この町からヨーロッパにもたらされた地理的知識は非常に大きな価値を持った。
1905年に日露戦争が終結し、ポーツマス条約で日本が北洋漁業の操業権を獲得すると、日魯漁業の漁業基地が設置され、多くの日本人漁業労働者が現地の水産工場で勤務した。
1916年には、根室市に置かれた落石無線局との局で無線電信も開通している。
しかし、1930年代以降に日本が北洋漁業から撤退すると日本人は去り、1945年8月には占守島の戦いを含む日本領千島列島北部の攻略に向けてソ連太平洋艦隊の艦船がペトロパブロフスク・カムチャツキーから出撃した（ソ連対日参戦）。
第二次世界大戦後には第75160収容地区（ラーゲリ）が設置され、シベリア抑留の対象となった日本人捕虜が収容された。その後は日本との交流は途絶え、ソ連の対日軍事拠点として機能したが、1990年以降はソ連政府による開放政策の開始で再び日本人がこの町を訪れるようになった。1991年に釧路の水産会社と合弁企業「カムカイドウ」「モスト・ドルージブイ」を設立し、海産物のバーター取引を行い1998年には北海道釧路市との港湾友好都市（姉妹都市）協定が締結され、年によっては夏季に成田国際空港や釧路空港などの日本国内のいくつかの空港からチャーター直行便が数便飛ぶようになっている。
2018年9月1日より、簡易電子ビザ (E-Visa) の対象になっている。

## 姉妹都市･提携都市
アメリカ合衆国アラスカ州 - ウナラスカ(1990年)

## 市内風景

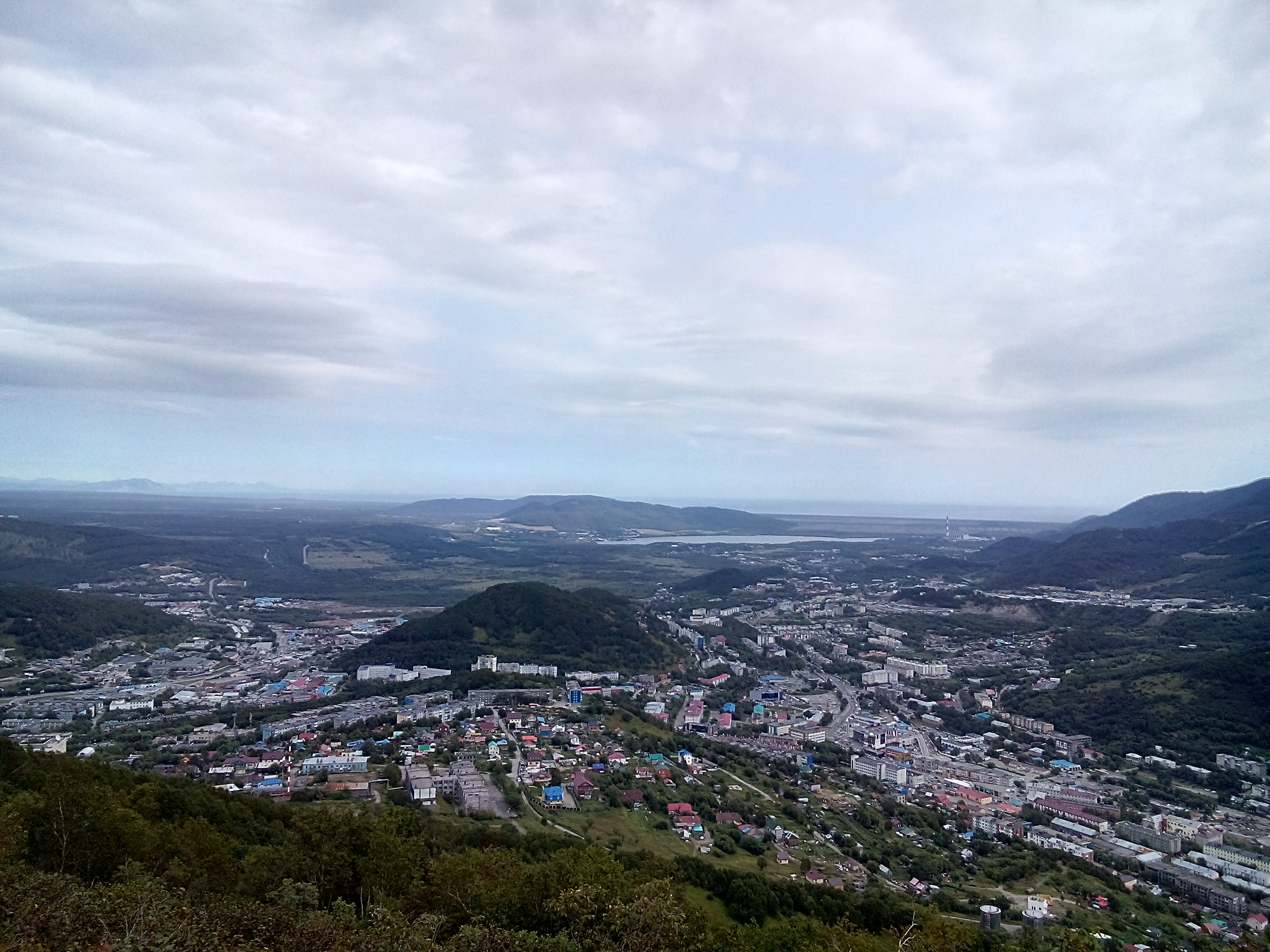
市街地の東端部、奥は太平洋
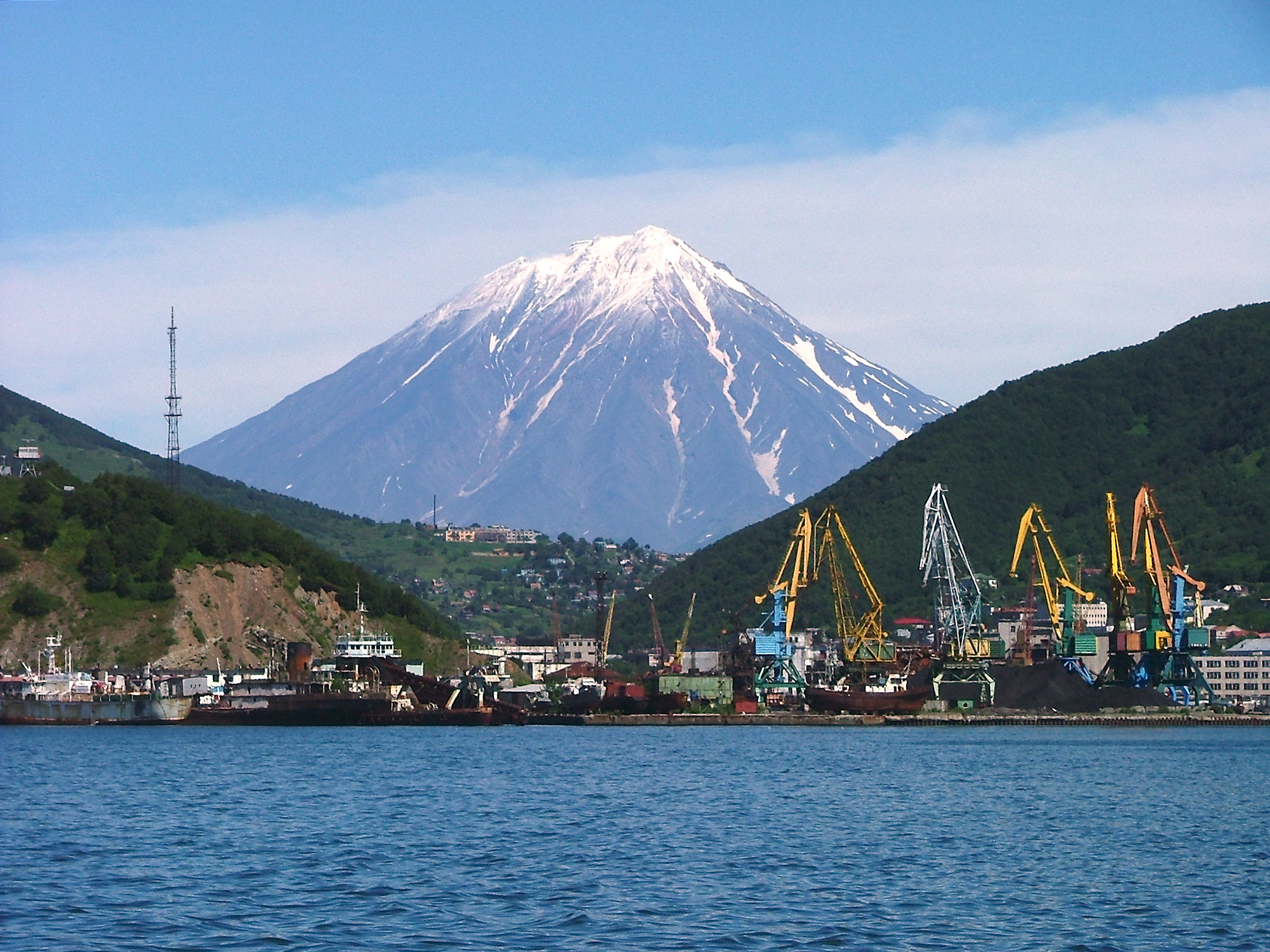
アバチャ湾からコリャークスカヤ山を望む
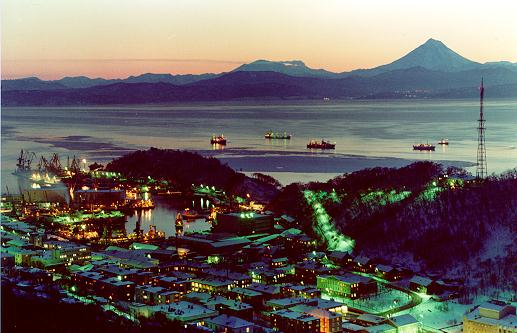
夜の港とアバチャ湾
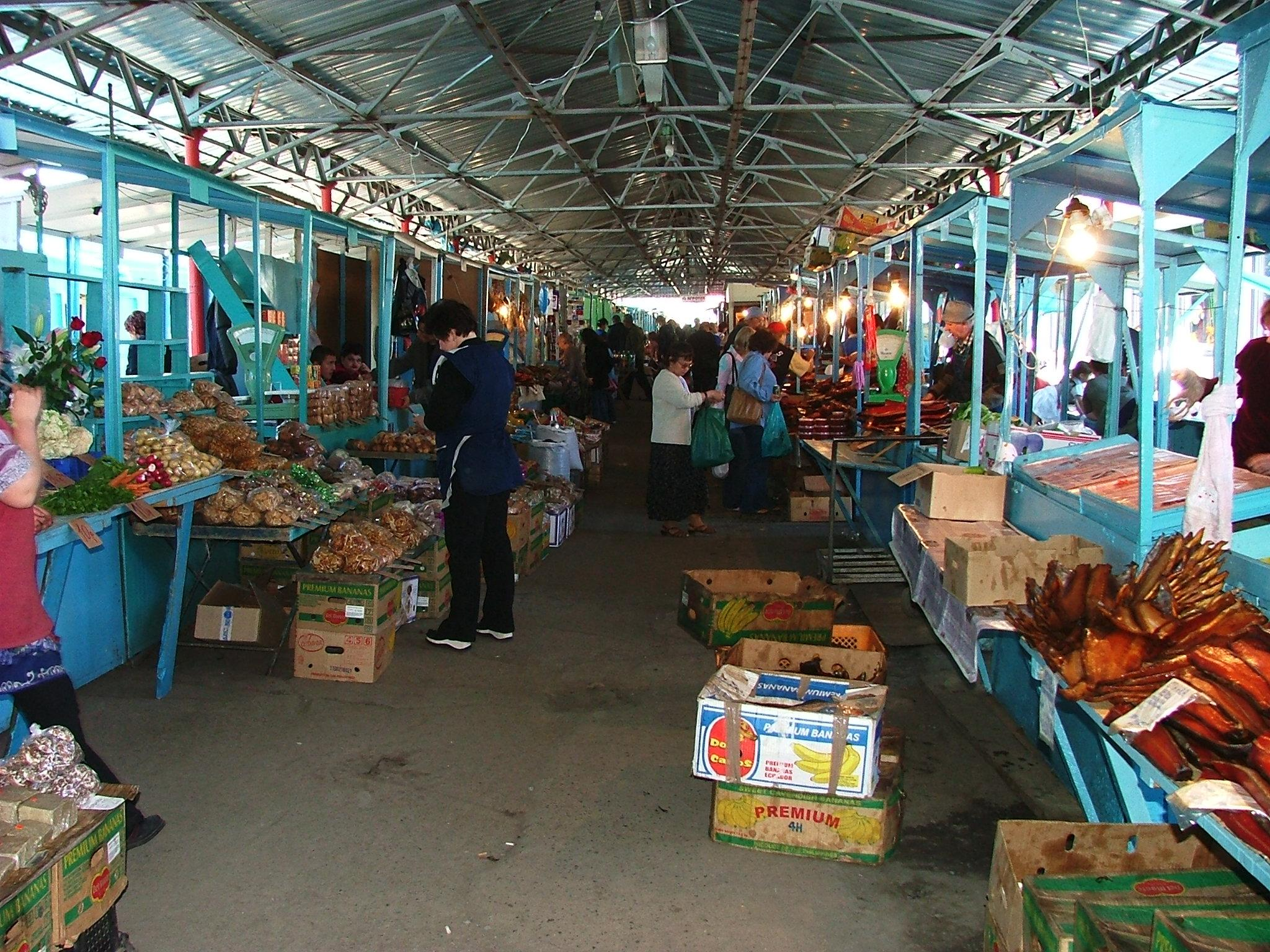
市場（2004年）
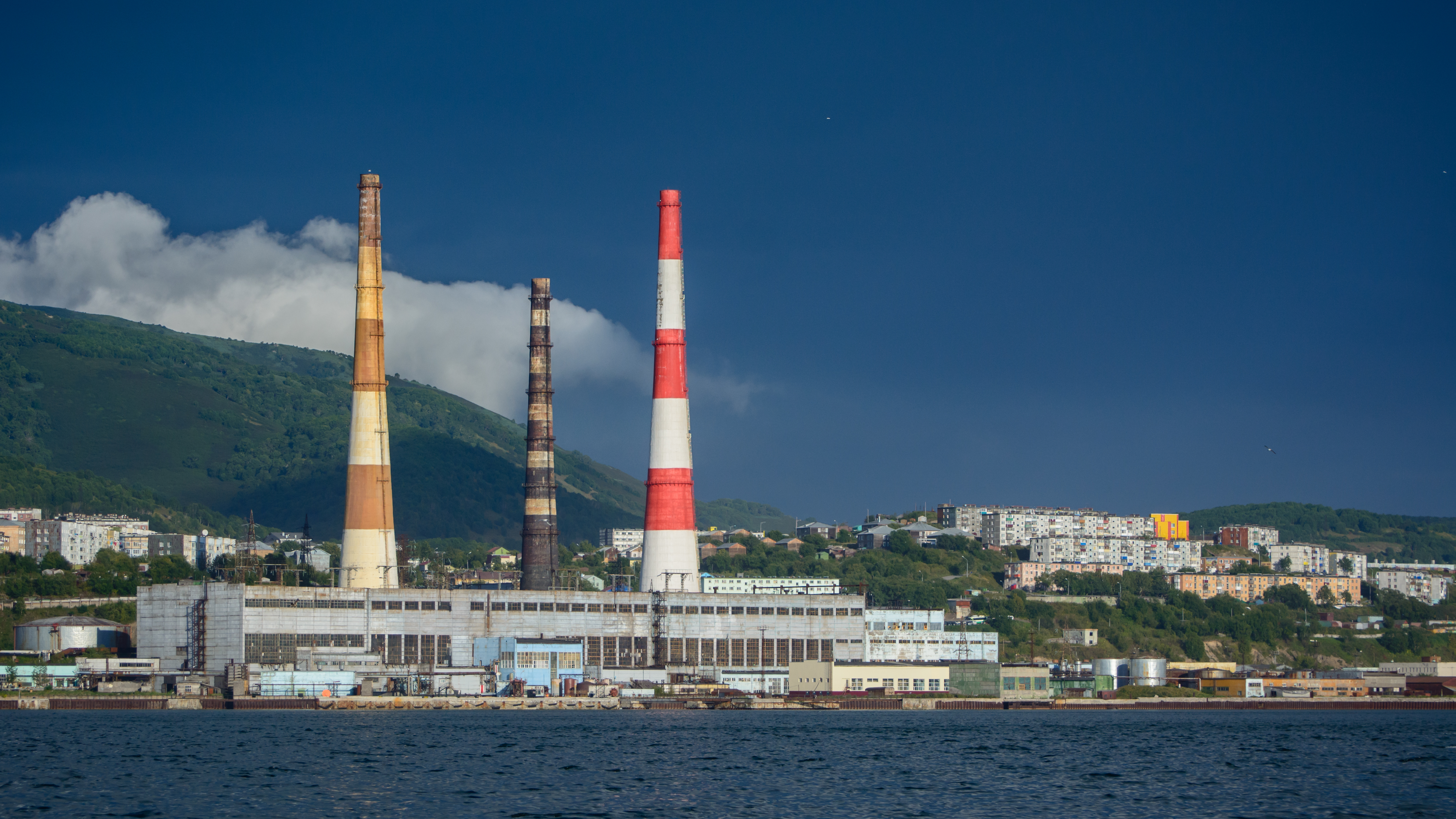
カムチャツカヤ火力発電所1号機
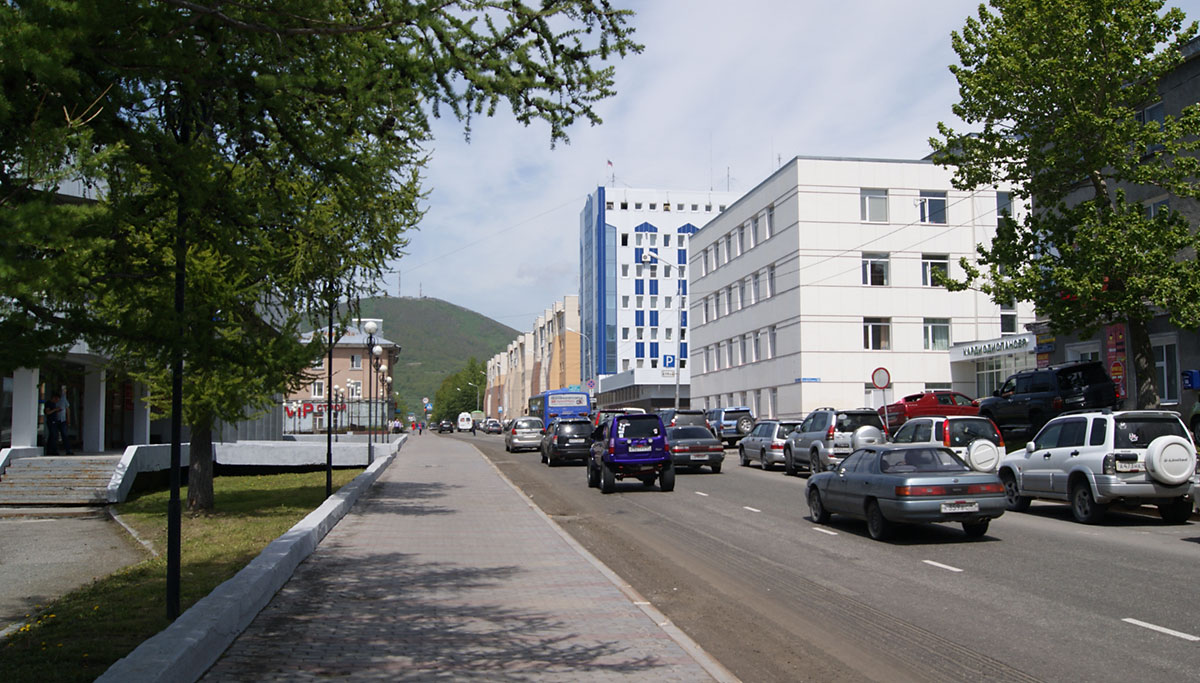
市内風景
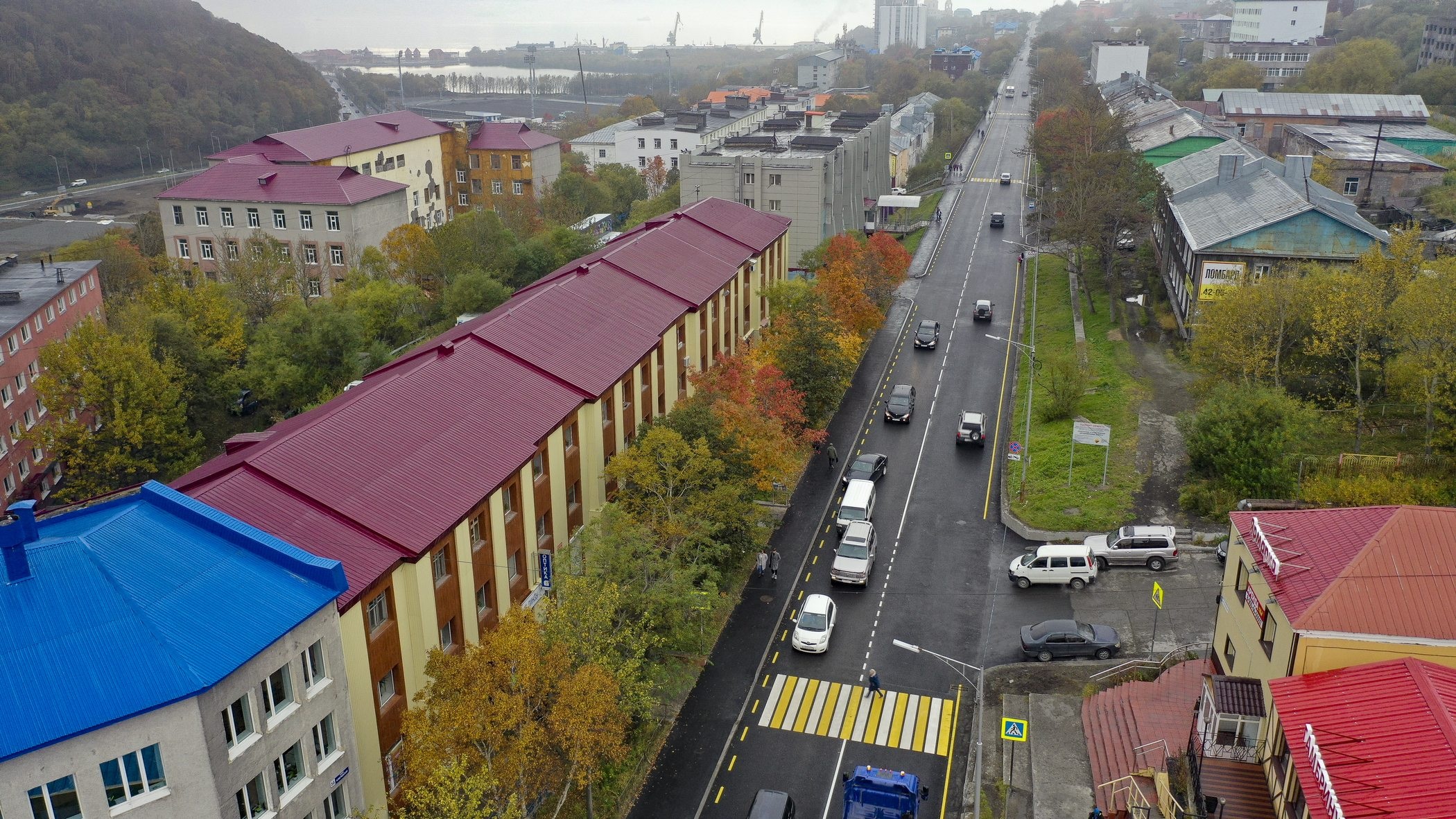
市内風景